# Formentera
Formentera (pron. balearica: [fuɾmənˈteɾə]) è una delle quattro isole principali dell'arcipelago delle Baleari, in Spagna; assieme alla vicina Ibiza, forma a sua volta una delle Isole Pitiuse.
La popolazione residente è di oltre dodicimila abitanti, sparsa tra i sei centri dell'isola come il capoluogo comunale Sant Francesc Xavier, La Savina, sede del porto, Es Pujols, principale centro turistico e Sant Ferran de ses Roques, centro abitato e meta hippy a partire dagli anni sessanta, Es Caló de Sant Augustì e El Pilar de La Mola. Tale popolazione cresce di gran lunga durante il periodo estivo.
I nuclei abitati dell'isola sono sei: Sant Francesc Xavier, Sant Ferran de ses Roques, El Pilar de La Mola, Es Caló de Sant Augustì, La Savina e Es Pujols.

## Geografia fisica
Formentera ha una superficie di 83,2 km² e con i suoi 12 216 abitanti (dato 2018) risulta essere l'isola meno popolata delle Baleari.
L'isola è caratterizzata da vegetazione mediterranea, fu sfruttata dai Romani come granaio e deposito di frumento, da cui deriva il nome di Formentera, poiché estremamente fertile grazie all'acqua proveniente da falde acquifere ormai prosciugate da tempo. Quasi completamente pianeggiante, ha un solo rilievo degno di nota, l'altopiano della Mola, che raggiunge la modesta altezza di 192 metri.

## Economia
Formentera è una destinazione turistica molto popolare: grazie alle sue spiagge e alla sua vicinanza con Ibiza, con cui è collegata da frequentissimi traghetti, offre, a differenza della sua dirimpettaia, una vita e un turismo meno formale e meno legato al variopinto mondo delle discoteche.
Sono diversi i chioschi (chiringuitos in spagnolo) che con il calar del sole si trasformano in discoteche. Formentera rimane uno dei luoghi del mar Mediterraneo preferiti dai naturisti che continuano a frequentare la maggior parte delle spiagge dell'isola (Migjorn, Llevant, Ses Illetes, Espalmador, Calò des Morts, Platja de Tramuntana, Platja de Sa Roqueta, ecc.) grazie alla legislazione permissiva presente in Spagna, che di fatto permette il naturismo in molte zone del paese.